# قراتيل (أمانة العاصمة)

تعديل مصدري - تعديل

قراتيل هي إحدى قرى مديرية ضواحي الأمانة همدان التابعة لمحافظة أمانة العاصمة صنعاء اليمنية، بلغ  تعداد سكانها 2714 نسمة حسب الإحصاء الذي أجري عام 2004.